# Missa de Sant Gregori
Missa de Sant Gregori és una pintura (oli i daurat amb pa d'or sobre fusta) de 168 × 168 cm realitzat per Diego de la Cruz entre 1475 i 1480, el qual es troba al Museu Nacional d'Art de Catalunya.

## Context històric i artístic
La iconografia de la Missa de Sant Gregori esdevé un dels temes més visitats per la pintura europea del segle xv. En realitat, es tracta d'un episodi de la vida del papa Gregori I basat en fonts apòcrifes, un relat llegendari aparegut en el segle XIV que relatava la crisi de fe soferta pel pontífex mentre celebrava missa: un dubte personal sobre la presència de Crist i la seua transsubstanciació en el ritu del sacrifici de l'Eucaristia. Sorprèn, però, en aquest cas, l'absència de referències arquitectòniques, comunes en totes les imatges de l'època, destinades a emmarcar espacialment l'escena, amb una clara intenció d'evocar l'escenari solemne de la Basílica de la Santa Creu de Jerusalem, espai sagrat on, segons la tradició, va tindre lloc l'aparició miraculosa del Crist de Dolors al papa Gregori mentre deia missa. També era molt habitual trobar aquest tipus d'iconografia en un context funerari, com a suport visual de la doctrina de la redempció de les ànimes, salvació a la qual aspiraria la imatge -vera effigie- de la donant retratada per Diego de la Cruz.
Procedeix, potser, del monestir jerònim de Fredesval (Burgos) i és un dipòsit de la Generalitat de Catalunya (dació Torelló) de l'any 1994.

## Descripció
L'obra revela una dependència dels models i les fórmules compositives de Rogier van der Weyden, amb una tendència a accentuar l'efectisme dramàtic de la denominada imago pietatis (o imatge de pietat), al qual contribueix, de manera molt efectiva, la caracterització d'uns rostres amb una expressió malenconiosa, gairebé esllanguida. Sobre l'altar hom pot observar el Crist amb corona d'espines i els arma Christi que recorden la seva passió. A la part davantera hi ha les figures de sant Gregori al centre i de dos escolans assistents, mentre que a la banda dreta de la taula hi ha sant Andreu i una dama com a donant.